# USS Dale W. Peterson (DE-337)
USS Dale W. Peterson (DE–337) là một tàu hộ tống khu trục lớp Edsall từng phục vụ cùng Hải quân Hoa Kỳ trong Chiến tranh Thế giới thứ hai. Nó là chiếc tàu chiến duy nhất của Hải quân Hoa Kỳ được đặt cái tên này, theo tên Thiếu úy Hải quân Dale William Peterson (1919-1942), phi công từng phục vụ cùng Liên đội Tiêm kích VF-3 trên tàu sân bay Lexington (CV-2), từng được tặng thưởng Huân chương Chữ thập Hải quân, đã tử trận ngày 8 tháng 5, 1942 trong Trận chiến biển Coral và được truy tặng Huân chương Chữ thập Bay Dũng cảm. Nó đã phục vụ cho đến khi chiến tranh kết thúc, xuất biên chế năm 1946, rồi cuối cùng bị bán để tháo dỡ vào năm 1972.

## Thiết kế và chế tạo
Lớp Edsall có thiết kế hầu như tương tự với lớp Cannon dẫn trước; khác biệt chủ yếu là ở hệ thống động lực Kiểu FMR do được trang bị động cơ diesel Fairbanks-Morse dẫn động qua hộp số giảm tốc đến trục chân vịt. Đây là cấu hình động cơ được áp dụng rộng rãi trên tàu ngầm, được chứng tỏ là có độ tin cậy cao hơn so với lớp Cannon.
Vũ khí trang bị bao gồm ba pháo 3 in (76 mm)/50 cal trên tháp pháo nòng đơn có thể đối hạm hoặc phòng không, một khẩu đội pháo phòng không Bofors 40 mm nòng đôi và tám pháo phòng không Oerlikon 20 mm. Vũ khí chống ngầm bao gồm một dàn súng cối chống tàu ngầm Hedgehog Mk. 10 (có 24 nòng và mang theo 144 quả đạn); hai đường ray Mk. 9 và tám máy phóng K3 Mk. 6 để thả mìn sâu. Con tàu vẫn giữ lại ba ống phóng ngư lôi Mark 15 21 inch (533 mm), và được trang bị radar SC dò tìm không trung và mặt biển. Thủy thủ đoàn đầy đủ bao gồm 186 sĩ quan và thủy thủ.
Dale W. Peterson được đặt lườn tại xưởng tàu của hãng Consolidated Steel Corporation ở Orange, Texas vào ngày 25 tháng 10, 1943. Nó được hạ thủy vào ngày 22 tháng 12, 1943, được đỡ đầu bởi bà N. F. Peterson, mẹ Thiếu úy Peterson, và nhập biên chế cùng Hải quân Hoa Kỳ vào ngày 17 tháng 2, 1944 dưới quyền chỉ huy của Hạm trưởng, Thiếu tá Hải quân Alvin Anthony Hero.

## Lịch sử hoạt động
Sau khi hoàn tất việc chạy thử máy huấn luyện tại khu vực Bermuda, Dale W. Peterson đi đến Norfolk, Virginia vào ngày 19 tháng 4, 1944 để đảm nhiệm vai trò tàu huấn luyện cho thủy thủ đoàn các tàu hộ tống khu trục trong tương lai. Sau đó trong giai đoạn từ ngày 1 tháng 7 đến ngày 27 tháng 9, nó thực hiện hai chuyến hộ tống vận tải vượt Đại Tây Dương đi sang khu vực Địa Trung Hải, vào lúc lực lượng Đồng Minh thực hiện Chiến dịch Dragoon để đổ bộ lên miền Nam nước Pháp. Tiếp đó trong giai đoạn từ ngày 1 tháng 11, 1944 đến ngày 3 tháng 6, 1945, con tàu tiếp tục hộ tống cho năm đoàn tàu vận tải khứ hồi vượt Bắc Đại Tây Dương, từ Hoa Kỳ sang các cảng Anh và Pháp.
Sau khi chiến tranh kết thúc tại Châu Âu, Dale W. Peterson chuẩn bị để được điều động sang khu vực Mặt trận Thái Bình Dương. Nó khởi hành từ New York vào ngày 24 tháng 6, huấn luyện ôn tập ngoài khơi vịnh Guantánamo, Cuba trước khi tiếp tục đi đến San Diego, California vào ngày 1 tháng 8. Con tàu tiếp tục hành trình ngay ngày hôm sau để đi sang Trân Châu Cảng, và vẫn đang thực hành huấn luyện tại khu vực khi Nhật Bản chấp nhận đầu hàng vào ngày 15 tháng 8, giúp chấm dứt vĩnh viễn cuộc xung đột. Nó được lệnh quay lại vùng bờ Đông, rồi đi đến Green Cove Springs, Florida vào ngày 29 tháng 10, nơi nó bắt đầu được chuẩn bị để ngừng hoạt động.
Dale W. Peterson được cho xuất biên chế tại đây vào ngày 27 tháng 3, 1946, và được đưa về Hạm đội Dự bị Đại Tây Dương. Nó được rút tên khỏi danh sách Đăng bạ Hải quân vào ngày 2 tháng 1, 1971, và cuối cùng bị bán để tháo dỡ vào ngày 10 tháng 4, 1972.

## Phần thưởng
Nguồn: Navsource Naval History
|  |  |  |

| Huân chương Chiến dịch Hoa Kỳ | Huân chương Chiến dịch Châu Âu-Châu Phi-Trung Đông | Huân chương Chiến thắng Thế Chiến II |